# Amiga Unix

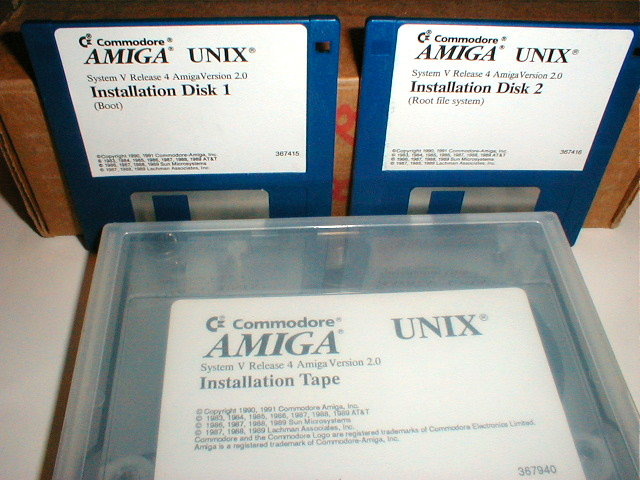
Amiga Unix na dyskietkach i taśmach

Amiga Unix (znany również jako Amix) – uniksopodobny system operacyjny dla mikrokomputera Amiga – port systemu AT&T Unix System V Release 4. Rozwijany w latach 1990–92. Dostarczany był z komputerem Amiga 3000UX. Nie zdobył większej popularności.